# Pasul Mușat
Pasul Mușat (întâlnit și sub denumirea de Pasul Ojdula) este o trecătoare secundară din România situată în grupa Carpaților de Curbură a Carpații Orientali la altitudinea de 1100 m (1157, respectiv 1170 m după o alte surse) pe Culmea Lăcăuți (sau creasta apuseană a Munților Vrancei). Pasul face legătura, prin intermediul văii Putnei, între subunitatea Depresiunea Râului Negru (Târgu Secuiesc) a Depresiunii Brașovului și Depresiunea Vrancei (drenată de văile râurilor Putna și Zăbala).
Se află între vârfurile Lepșei (1390 m) situat la nord-este și Mușat (1503) m, situat la sud și este traversat de DN2D. Acesta face legătura între Focșani și Târgu Secuiesc, pasul aflându-se pe porțiunea acestuia dintre localitățile Greșu (situată la est) și Ojdula (situată la vest).

## Legături externe

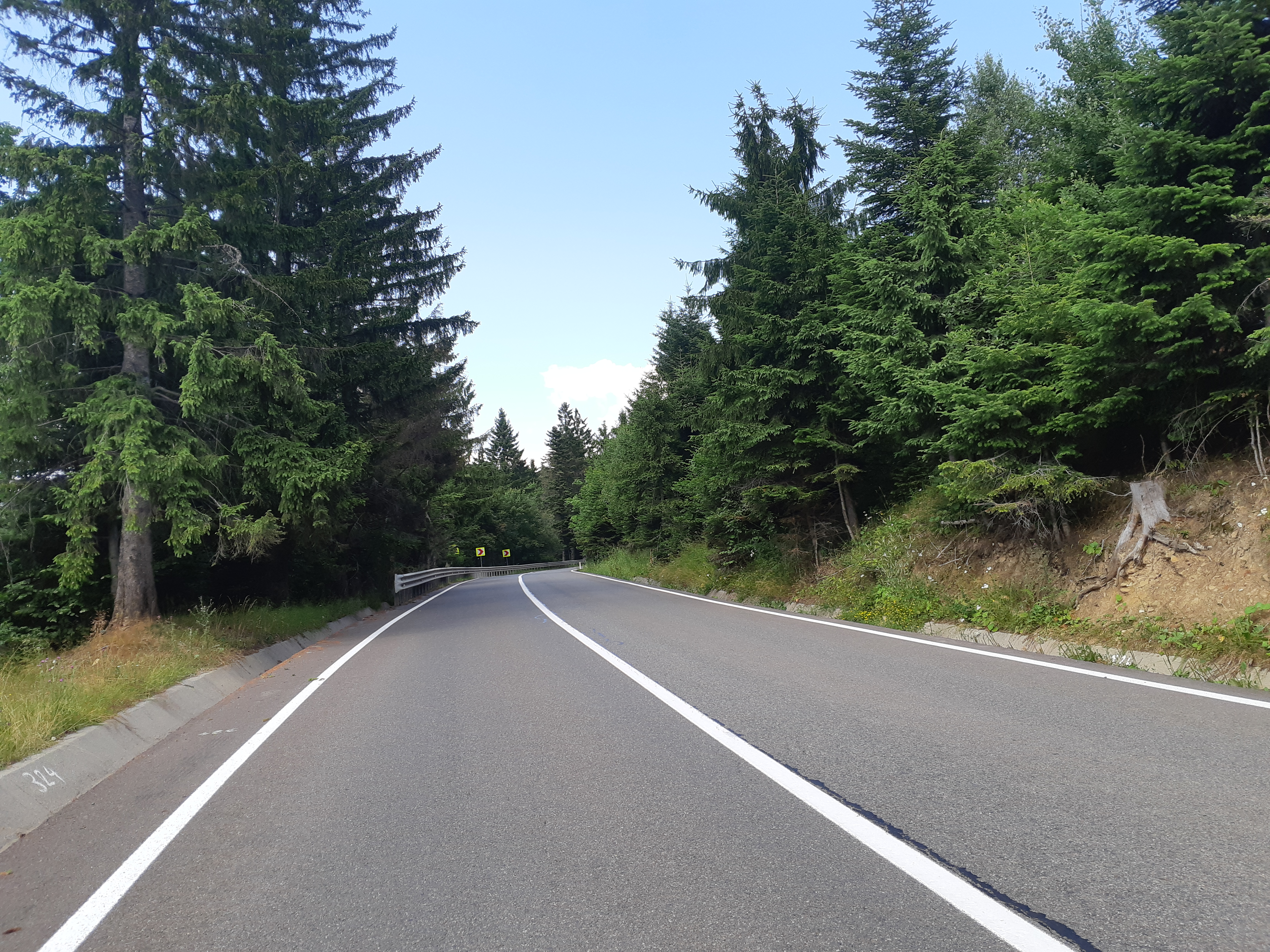
Zona de maximă altitudine
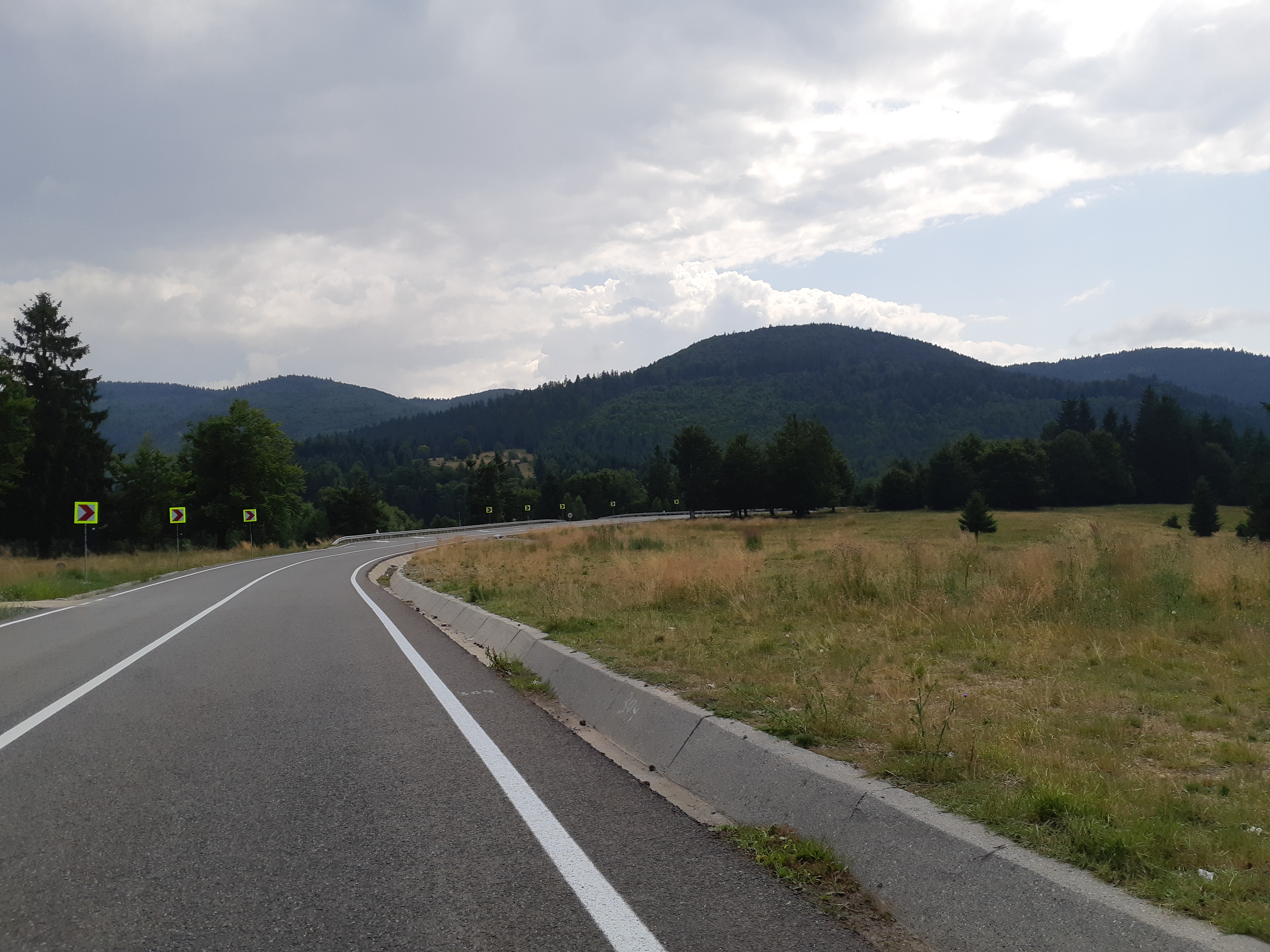
În coborâre, spre est